# Jędrynie
Jędrynie (niem. Jendrin, 1936-45 Kolonie Groß Maßdorf) – wieś w Polsce położona w województwie opolskim, w powiecie strzeleckim, w gminie Strzelce Opolskie.